# میکائیل انتونسون
میکائیل انتونسون (به سوئدی: Mikael Antonsson) (زادهٔ ۲۱ آوریل ۱۹۸۳) بازیکن فوتبال اهل سوئد است.

## تیم ملی
وی برای تیم ملی فوتبال سوئد ۶ بازی انجام داده و ۰ گل به ثمر رسانده‌است. پست تخصصی این بازیکن نیز، دفاع است.